# Dawid (imię)
Dawid (heb. דָּוִד) – imię męskie pochodzenia biblijnego. Wywodzi się od hebrajskiego wieloznacznego słowa oznaczającego 1. ukochany (czytaj Dawid) lub 2. wujek (czytaj dod).
Żeński odpowiednik: Dawida

Dawid imieniny obchodzi: 1 marca, 24 maja, 26 czerwca, 15 lipca, 17 września, 16 grudnia, 29 grudnia i 30 grudnia.
Dawid w innych językach:
- rosyjski – Давид[1]
- angielski – David
- włoski – Davide
- japoński – デーヴィッド (Dēviddo) lub デイビッド (Deibiddo); biblijny: ダビデ (Dabide)

Znane osoby noszące imię Dawid:
- Dawid – starożytny król Izraela
- Dawid Amsalem (polityk) – izraelski polityk
- David Arquette – amerykański aktor
- David Attenborough – brytyjski biolog, popularyzator przyrody i podróżnik
- Dawid Azulaj – izraelski polityk
- Dawid Bar-Raw-Haj – izraelski polityk
- David Beckham – angielski piłkarz
- David Belle – francuski twórca parkour
- Dawid Ben Gurion - izraelski polityk, były premier Izraela
- Dawid Ber – polski dyrygent
- Dawid Bitan – izraelski polityk
- David Bowie – brytyjski piosenkarz
- Dawid Bronstein – ukraiński szachista
- Dawid Brykalski – polski dziennikarz prasowy i publicysta
- David Cameron – brytyjski polityk, premier Wielkiej Brytanii (2010-2016)
- David Caruso – amerykański aktor
- Dawid-Cewi Pinkas – izraelski polityk
- David Connolly – irlandzki piłkarz
- David Copperfield – iluzjonista
- David Cronenberg – kanadyjski reżyser filmowy
- Dawid Cur – izraelski polityk
- Dawid Danino – izraelski polityk
- David Desrosiers – kanadyjski basista zespołu Simple Plan
- David Duchovny – amerykański aktor
- David “The Edge” Evans – muzyk, gitarzysta zespołu U2
- David Fincher – amerykański reżyser i producent filmowy
- David Gahan – angielski muzyk i piosenkarz
- David Gallagher – amerykański aktor
- David Gilmour – muzyk, gitarzysta i wokalista grupy Pink Floyd
- David Ginola – francuski piłkarz
- Dawid Glass – izraelski polityk
- David Gleirscher – austriacki saneczkarz
- David Goggins – amerykański filantrop, sportowiec, były żołnierz
- David Gray – angielski dziennikarz, działacz tenisowy
- David Gray – angielski snookerzysta
- David Gray – szkocki piłkarz
- David Guetta – francuski DJ i muzyk house
- Dawid Hakohen – izraelski polityk
- David Haye – brytyjski bokser
- David Henrie – amerykański aktor i scenarzysta
- David Hilbert – niemiecki matematyk
- David Hume – filozof, pisarz
- Dawid Jackiewicz – polityk, były wiceminister Skarbu Państwa
- Dawid Jung – polski poeta i krytyk literacki
- Dawid Koren – izraelski polityk
- Dawid Kostecki – polski bokser
- Dawid Kownacki – polski piłkarz
- Dawid Kubacki – polski skoczek narciarski
- Dawid Kwiatkowski – polski piosenkarz
- Dawid Lewi – izraelski polityk
- David Lee Roth – wokalista grupy Van Halen
- Dawid Liba’i – izraelski polityk
- Dawid Liwszic – izraelski polityk
- David Logan – amerykański koszykarz
- David Lynch – amerykański reżyser filmowy
- Dawid Magen – izraelski polityk
- David McTaggart – założyciel organizacji Greenpeace
- David Morse – amerykański aktor
- Dawid Murek – polski siatkarz
- David Niven – angielski aktor
- Dawid Nowak – polski piłkarz
- David Pelletier – kanadyjski łyżwiarz figurowy
- Dawid Petel – izraelski polityk
- Dawid Podsiadło – polski piosenkarz
- Dawid Przepiórka – polski szachista
- Dawid Remez – izraelski polityk
- Dawid Rotem – izraelski polityk
- David Rudisha – kenijski lekkoatleta
- David Schwimmer – amerykański aktor
- David Silva – hiszpański piłkarz
- David Storl – niemiecki lekkoatleta, kulomiot
- Dawid Tomala – polski lekkoatleta, chodziarz
- David Topolski – polski piłkarz
- David Trezeguet – francuski piłkarz
- David Villa – hiszpański piłkarz
- David Yost – amerykański aktor
- David Zauner – austriacki skoczek narciarski

Zobacz też:
- Saint David – parafia, będąca jednostką administracyjną Saint Vincenta i Grenadyn